# Eternal Endless Infinity
Eternal Endless Infinity è il primo studio album della Symphonic metal band Visions of Atlantis.

## Tracce
1. Intro – 0:16
2. Lovebearing Storm – 5:24
3. Silence – 5:06
4. Mermaid's Wintertale – 3:11
5. Lords of the Sea – 5:06
6. Seduced Like Magic – 4:57
7. Eclipse – 6:17
8. The Quest – 5:38
9. Chasing the Light – 4:33
10. Atlantis, Farewell... – 3:47

## Formazione
- Thomas Caser - batteria
- Christian Stani - voce
- Chris Kamper - tastiera
- Nicole Bogner - voce
- Mike Koren - basso
- Werner Fiedler - chitarra